# Euphrasie du Sacré-Cœur de Jésus
Euphrasia Eluvathingal (en malayalam : എവുപ്രാസ്യാ എലുവത്തിങ്കൽ; en hindi : फ्रासिया एल्ववथिंगल) en religion sœur Euphrasie du Sacré-Cœur de Jésus (en malayalam : ഈശോയുടെ തിരുഹൃദയ എവുപ്രാസ്യാ (īśōyuḍe tiruhr̥daya evuprāsyā); hindi : येसु के पवित्र हृदय यूफ्रेसिया (yēsu kē pavitra hr̥day yūphrēsiyā)), née le 17 octobre 1877 est décédé le 29 août 1952, est une religieuse carmélite indienne de rite Syro-malabar (qui fait partie des Églises catholiques orientales). Elle est membre des sœurs de la Mère du Carmel, congrégation d'origine indienne fondée par saint Kuriakose Elias Chavara et rattachée à l'Ordre du Carmel.
Elle a été canonisée le 23 novembre 2014 par le pape François. Elle est fêtée le 29 août.

## Biographie

### Enfance
Euphrasia Eluvathingal est née le 17 octobre 1877 dans le village de Kattoor, dans le Kerala, en Inde, au sein d'une famille catholique du rite Syro-malabar. Elle est l'aînée d'une famille de riches propriétaires terriens, son père est Cherpukaran Antony et sa mère se nomme Kunjethy. Elle a été baptisée le 25 octobre 1877 sous le nom de Rose Eluvathingal, dans l'église Mère du Carmel à Edathuruthy. Sa mère est une fervente catholique syro-malabare, qui lui apprend à prier le Rosaire et à participer à la messe. À l'âge de neuf ans, Rosa raconte avoir vu une apparition de la Sainte Vierge Marie, ce qui la conduit à prendre un engagement de ne jamais se marier, et de donner toute sa vie à Dieu. 
À l'âge de dix ans, elle entre dans l'école tenue par la communauté carmélitaine fondée par saints Kuriakose Elias Chavara et Léopold Beccaro en 1866 dans le district d'Ernakulam. Cette communauté est la première communauté indigène dans l'Église syro-malabare.
En grandissant, Rose souhaite entrer chez les Sœurs de la Mère du Carmel, qui suivent la règle du Tiers-Ordre des Carmes Déchaux. Son père s'y oppose, car il veut arranger un mariage pour elle avec le fils d'une autre famille prospère dans la région. Malgré l'opposition de son père, la jeune Rose reste ferme dans son projet d'entrer au Carmel. La mort brutale de la jeune sœur de Rose provoque un choc pour son père, qui revenant sur sa position, renonce à son projet de mariage pour sa fille. Il accepte son entrée dans les ordres, et va même jusqu'à l'accompagner personnellement au couvent.

### Entrée dans les ordres
Le 10 mai 1897, Rosa est reçue comme postulante dans la Congrégation des Sœurs de la Mère du Carmel. Elle prend le nom de sœur Euphrasie du Sacré-Cœur de Jésus. Le 10 janvier 1898 elle est admise au noviciat de la congrégation. Mais ses continuels problèmes de santé menacent son séjour dans le couvent  : ses supérieurs envisagent son renvoi.
Alors qu'Euphrasie est gravement malade, elle affirme « avoir eu une vision de la Sainte Famille qui la guérit miraculeusement ». Sa longue maladie se termine rapidement. 
Sœur Euphrasie fait sa profession solennelle le 24 mai 1900 au cours de la bénédiction du tout nouveau couvent Sainte-Marie à Ollur (district de Thrissur).

### Ses missions au Carmel
Après avoir prononcé ses vœux perpétuels, elle est nommée adjointe à la maîtresse des novices. 
Bien que de santé fragile, Euphrasie montre un rare courage moral et un sens très élevé des responsabilités. En 1904, elle est nommée maîtresse des novices. 
Elle garde cette charge jusqu'à 1913, où elle est nommée mère Supérieure du couvent de Sainte-Marie (à Ollur). Elle assure cette fonction de mère Supérieure jusqu'en 1916.
Mère Euphrasie ne quittera plus son couvent jusqu'à sa mort.
La Congrégation de la Mère du Carmel, à laquelle elle appartient a une double mission de prière et de contemplation, mais aussi d'aide sociale aux plus pauvres, d'actions de santé ou d'éducation. Dans son couvent, mère Euphrasie s'occupe des malades. De nombreuses personnes soignées par elle ont témoigné avoir ressenti un courant d'amour jaillir de son cœur, en particulier les personnes touchées par une maladie contagieuses telle que le choléra, la tuberculose, etc. Ses compagnes ont témoigné qu'elle avait un charisme particulier pour soigner les mourants et de les préparer à leur mort prochaine. De nombreux malades qu'elle a soignés ont témoigné de son soutien par la prière alors qu'ils étaient malades.

### Décès et sépulture

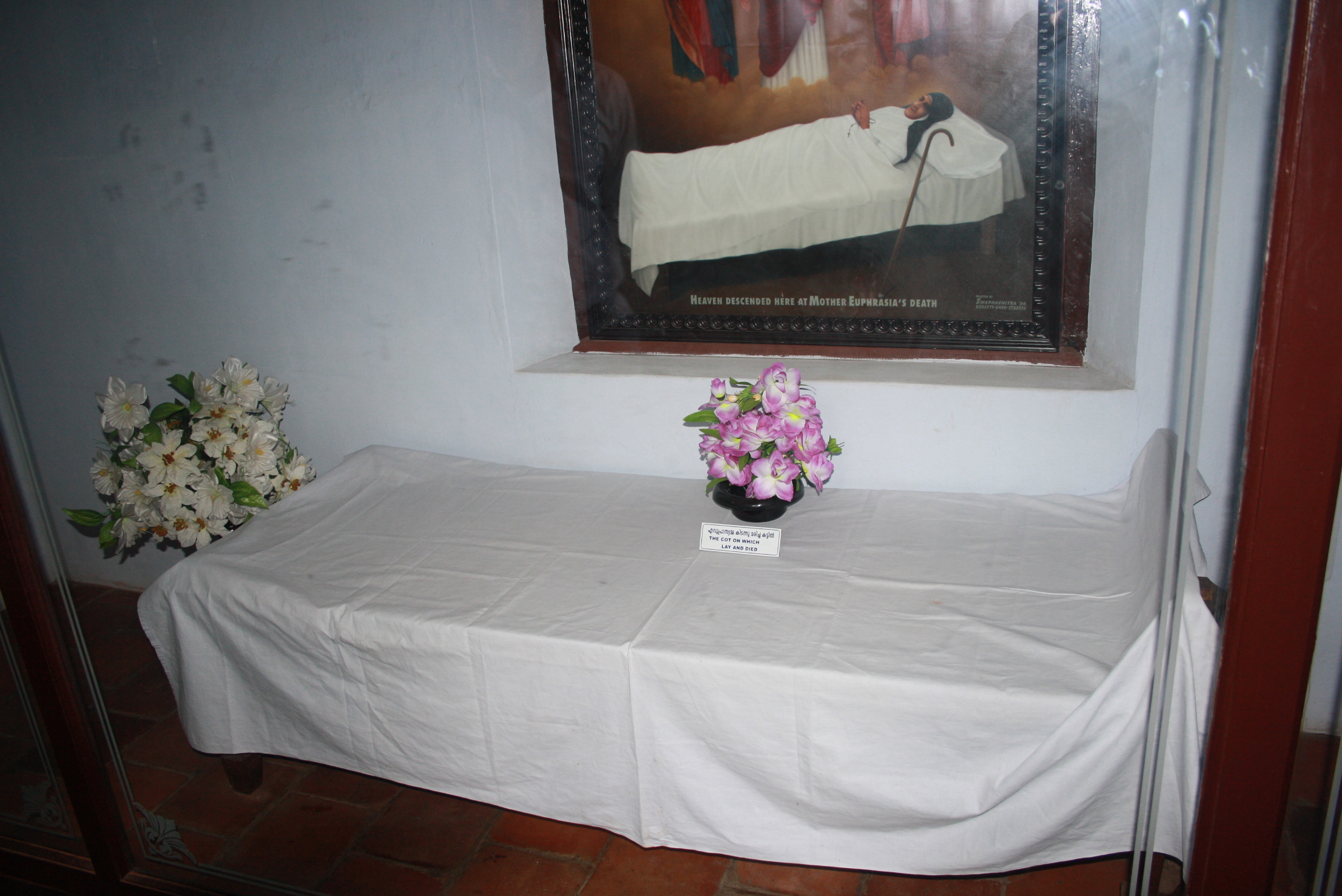
Le lit dans lequel sainte Euphrasia est décédée (couvent d'Ollur). Ce lit est aujourd'hui présenté dans le musée.

Mère Euphrasie meurt le 29 août 1952 au couvent Sainte-Marie d'Ollur. Elle est inhumée dans le couvent.
Après que certains fidèles aient rapporté des miracles obtenus sur sa tombe, celle-ci devient rapidement un lieu de pèlerinage. 
Le 30 janvier 1990, la tombe de Mère Euphrasie est ouverte et ses restes mortels sont transférés dans un nouveau tombeau construit à l'intérieur de la chapelle du couvent de Sainte-Marie (Ollur).

### Spiritualité
Malgré ses différentes fonctions et charges, elle s'efforce de mener une vie de prière constante et de la dévotion au Sacré-Cœur de Jésus. Beaucoup de personnes vont alors l'appeler la Mère priante. Les religieuses du couvent l'appelaient Mère tabernacle.
Mère Euphrasie passe beaucoup de son temps dans la chapelle du couvent devant le Saint Sacrement, pour lequel elle a une grande dévotion.
Elle nourrit également un grand amour et une dévotion particulière pour la Vierge Marie.
Son directeur spirituel, un évêque, dans les premières années de sa vie religieuse, lui demande de lui transmettre son cheminement spirituel. Sœur Euphrasie lui écrit une série de lettres contenant son cheminement spirituel. L'évêque conserve précieusement ces lettres, puis il les transmet à son successeur.
Ce dernier va à nouveau transmettre ces lettres au carmel de Trichur. Ces écrits reflètent la vie spirituelle de la religieuse.

## Vénération

### Béatification

#### Enquête sur les vertus
Le procès en béatification s'ouvre le 27 septembre 1986 à Ollur. L'enquête canonique est soumise à la Congrégation pour les causes des saints, à Rome, le 20 avril 1994. 
Ses vertus héroïques sont reconnues par le pape Jean-Paul II le 5 juillet 2002 et mère Euphrasie est déclarée « Vénérable ».

#### Reconnaissance d'un miracle
Le premier miracle reconnu concerne un charpentier atteint du cancer des os. Thomas Tharakan, de la ville d'Anchery (district d'Ollur), travaillait au polissage de meubles. Il a été diagnostiqué comme ayant un cancer par le Jubilee Mission Medical College and Research Institute à Thrissur. Thomas a été admis à l'hôpital pour une semaine. Juste avant l'opération, le scanner réalisé par le docteur ne présentaient plus aucun signe de tumeurs, alors qu'un rapport d'analyse antérieures montrait une preuve claire de tumeur. Rosy, la sœur de Thomas a affirmé que cette guérison était le résultat de sa prière à sœur Euphrasie.
Après la reconnaissance de ce miracle, Euphrasia Eluvathingal est béatifiée à Ollur (Inde) le 3 décembre 2006 par le cardinal Varkey Vithayathil, archevêque majeur du rite syro-malabar au nom du pape Benoît XVI, dans l'église Saint-Antoine-Forane d'Ollur.

### Canonisation

#### Le second miracle
Le second miracle rapporté concerne un enfant de 7 ans nommé Jewel de la ville d'Aloor (district de Thrissur). L'enfant avait une tumeur au cou qui rendait difficile sa déglutition (et la prise de nourriture). Les médecins de l'hôpital Dhanya à Potta (district de Thrissur) avaient déclaré sa maladie incurable. Comme sa famille était très pauvre, ne pouvant financer d'autres soins, ils décident de se tourner vers la prière. Après que sa grand-mère eût prié sœur Euphrasie, les médecins ont remarqué que sa tumeur a commencé à diminuer. Le docteur Sasikumar de l'hôpital Dhanya l'a examiné et a constaté la disparition de la tumeur. Plusieurs autres médecins ont examiné le garçon et ont déclaré qu'il n'y avait aucune raison médicale pour cette guérison.
Après la reconnaissance de ce second miracle, mère Euphrasie est canonisée le 23 novembre 2014 par le pape François en même temps que Kuriakose Elias Chavara, le fondateur de sa congrégation religieuse. Cette canonisation se déroule place Saint-Pierre (Rome).
Durant sa canonisation, le pape François a déclaré : « Sœur Euphrasie a vécu en profonde union à Dieu. La vie de sainteté de celle qu'on surnommait Mère priante, demeure un exemple et un encouragement pour tous... Puissent-ils vous aider à faire fructifier leur trésor et leur leçon de vie évangélique. Suivez leurs traces, et de manière particulière leur amour de Jésus Eucharistie et de l’Église, afin d'avancer dans la voie de la sainteté ».
Mère Euphrasie est la 6e indienne à être canonisée.

### Culte
Sa fête liturgique est célébrée le 29 août.
Quant à sa tombe, celle-ci devient rapidement un lieu de pèlerinage. 
Le 30 janvier 1990, la tombe de Mère Euphrasie est ouverte et ses restes mortels sont transférés dans un nouveau tombeau construit à l'intérieur de la chapelle du couvent de Sainte-Marie d'Ollur.

## Source
- (en) Cet article est partiellement ou en totalité issu de l’article de Wikipédia en anglais intitulé « Euphrasia Eluvathingal » (voir la liste des auteurs).